# Wodziłki (jezioro)
Niektóre z zamieszczonych tu informacji wymagają weryfikacji.
Dokładniejsze informacje o tym, co należy poprawić, być może znajdują się w dyskusji tego artykułu.
 Po wyeliminowaniu niedoskonałości należy usunąć szablon [[Szablon:Dopracować|]] z tego artykułu.
Wodziłki – jezioro położone na Pojezierzu Wschodniosuwalskim. 
Zbiornik wodny o powierzchni 4,3 ha, długości 325 m, szerokości 115 m. Lustro wody jeziora znajduje się na wysokości 175,4 m n.p.m..
Około 300 metrów na południowy zachód leży wieś Wodziłki.